# Предостережение (фильм, 1980)
«Предостережение» (англ. Without Warning — «Без предупреждения») — фильм ужасов с элементами фантастики, выпущенный в 1980 году.

## Сюжет
Группа подростков отправилась в увеселительную поездку к озеру на американском Среднем Западе, не зная того, что в районе озера происходят загадочные убийства. Странные летающие медузообразные существа впиваются в тела своих жертв, и те в муках умирают. Половину подростков убивают подобным образом, оставшиеся пытаются спастись от своего преследователя неземного происхождения. В ходе ночи они встречаются с местными жителями, но далеко не все согласны им помочь.

## Создатели фильма

### В ролях
- Тара Наттер — Сэнди
- Кристофер Нельсон — Грег
- Джек Пэланс — Джо Тейлор
- Мартин Ландау — сержант Фред Доббс
- Нэвилл Брэнд — Лео
- Дэвид Карузо — Том
- Ральф Микер — Дейв
- Кэмерон Митчелл — охотник
- Сью Эни Лэнгдон — Эгги
- Ларри Сторч — лидер скаутов
- Кевин Питер Холл — Инопланетянин

### Съёмочная группа
- Режиссёр — Грейдон Кларк
- Авторы сценария — Лин Фриман, Дэниел Гродник, Бен Нетт, Стив Мэтис
- Продюсеры — Грейдон Кларк, Лин Фриман, Дэниел Гродник
- Исполнительный продюсер — Пол Киматиан, Скип Стелофф
- Редактор — Кертис Берч
- Композитор — Дэн Виман
- Оператор — Дин Канди
- Костюмер — Джефферсон Ричард

## История проката

### Даты премьер
Даты приведены в соответствии с данными IMDb.
- США — 26 сентября 1980 (премьерный показ в Нью-Йорке)
- Франция — 26 ноября 1980
- Австралия — 26 декабря 1980
- Финляндия — 17 сентября 1982
- Швеция — 1 ноября 1982